# توجيهي
امتحان الثانوية العامة (التوجيهي) هو امتحان شهادة الدراسة الثانوية العامة في الأردن وفلسطين. يتقدم له الطلبة بعد آخر مرحلة من مراحل التعليم المدرسي قبل الالتحاق بالجامعة أو الكلية. وللتقدم للامتحان يجب على الطالب أن يتخطى بنجاح 10 سنوات من التعليم الأساسي وسنتين من التعليم الثانوي الأكاديمي أو المهني. تتضمن مواد الامتحان اللغة العربية والإنجليزية والرياضيات والفيزياء والأحياء والكيمياء وعلوم الحاسوب وعلوم الارض والبيئة والدراسات المدنية والدراسات الإسلامية (إلا إذا كان الطالب مسيحيًا).
يمكن فقط لأولئك الذين يجتازون الامتحان بعلامة جيدة التقدم للدراسة في الجامعة. على سبيل المثال، للقبول في دراسة الطب، يجب أن تحصل على المسار العلمي في آخر سنتين من التعليم الثانوي والحصول على علامة لا تقل عن 85 درجة من 100 في امتحان التوجيهي.

## التاريخ
يرجع تاريخ امتحان شهادة الدراسة الثانوية العامة إلى عام 1933، حيث شهد هذا العام أول إجراء لهذا الامتحان الذي كان يهدف إلى تحديد انتقال الطالب إلى التعليم الجامعي. عُرف هذا الامتحان آنذاك باسم "المترك"، وهو الاسم الذي استمر تداوله حتى عام 1960، أي قبل إقرار نظام التوجيهي. كان امتحان المترك يُعقد مرة واحدة في نهاية المرحلة الثانوية، التي كانت مدتها تتراوح بين أربع وخمس سنوات. وفي ذلك الوقت، كان النظام التعليمي المدرسي يتألف من 11 عامًا فقط، منها ست أو سبع سنوات للمرحلة الابتدائية، تليها أربع أو خمس سنوات للمرحلة الثانوية.
ظهر نظام التوجيهي في مصر عام 1955، وأصبح شرطًا أساسيًا لقبول الطلاب الأردنيين وغيرهم في الجامعات المصرية، على الرغم من أن العراق وسوريا كانتا تعترفان بشهادة "المترك" الأردنية. تزامنًا مع بداية العمل بنظام التوجيهي، اتفقت الدول العربية على توحيد نظام التعليم لديها، وتقرر أن تكون مدة الدراسة في المراحل المدرسية اثني عشر عامًا بدلًا من أحد عشر. وبناءً على هذا الاتفاق، اعتمد الأردن هيكلية تعليمية تتكون من ست سنوات للمرحلة الابتدائية، وثلاث سنوات للمرحلة الإعدادية، وثلاث سنوات للمرحلة الثانوية، حيث اعُتمد التوجيهي رسميا في الاردن عام 1960.
فيما يتعلق بمواعيد عقد امتحان شهادة الدراسة الثانوية العامة ("التوجيهي")، فقد مرّ بعدة مراحل:
- بين عامي 1968 و1977: كان الامتحان يُعقد مرة واحدة سنويًا.
- في الفترة من 1978 إلى 1996: أصبح الامتحان يُعقد على فترتين.
- في الفترة ما بين 1997 و1999: عاد الامتحان ليُعقد مرة واحدة سنويًا.
- في عام 2000: طُبق نظام عقد الامتحان مرتين في العام، حيث كانت هناك دورة صيفية ودورة شتوية تكميلية للطلاب الذين لم ينجحو في مادة أو مادتين، واستمر هذا النظام حتى عام 2005.
- بعد عام 2005: اُعتمد نظام الدورتين (صيفي وشتوي)، وأصبح بإمكان الطالب الذي لم ينجح في أي من المواد في الدورة الصيفية التقدم لإعادة الامتحان في جميع المواد التي لم ينجح فيها خلال الدورة الشتوية.
- في عام 2005 أيضًا: اُعتمد نظام الساعات المعتمدة المستخدَم في الجامعات، حيث أصبح يحق للطالب توزيع المواد المطلوبة للحصول على شهادة الثانوية العامة على أربعة فصول دراسية وتقسيمها على دورتين (صيفية وشتوية) دون الحاجة إلى إعادة العام الدراسي بأكمله.

### نظام التوجيهي للطلبة مواليد 2008
أقرّت وزارة التربية والتعليم نظامًا جديدًا لامتحان شهادة الدراسة الثانوية العامة ("التوجيهي") يبدأ تطبيقه على الطلبة من مواليد عام 2008 وما فوق. يقضي هذا النظام بأن يمتد التوجيهي على مدى سنتين دراسيتين، هما الصفان الحادي عشر والثاني عشر. بموجب هذا النظام، يتوجب على الطالب اختيار فرعه الأكاديمي أو المهني في الصف التاسع. وفي الصف الحادي عشر، يدرس الطالب ويتقدم لامتحان مدرسي في المواد التالية: الرياضيات، الفيزياء، الكيمياء، علوم الأرض والبيئة، الأحياء، والمهارات الرقمية. بالإضافة إلى ذلك، يدرس الطالب ويتقدم لامتحان وزاري في نهاية الصف الحادي عشر في المواد التالية: اللغة الإنجليزية، اللغة العربية، التربية الإسلامية، وتاريخ الأردن. يهدف هذا التوزيع للمواد على عامين إلى تخفيف العبء الدراسي على الطالب.
يشترط لترفيع الطالب إلى الصف الثاني عشر النجاح في الامتحانات المدرسية للصف الحادي عشر ثم النجاح في الامتحانات الوزارية للصف الحادي عشر. أما في حال عدم نجاح الطالب في أي من مواد الصف الحادي عشر، فإنه ينتقل إلى الصف الثاني عشر مع إتاحة الفرصة له لإعادة المواد التي لم ينجح بها. يُحتسب معدل الصف الحادي عشر بنسبة 30% من المعدل النهائي للطالب في شهادة التوجيهي، بينما تشكل نسبة معدل الصف الثاني عشر 70% من المعدل النهائي. تجدر الإشارة إلى أن المواد التي يدرسها الطالب في الصف الحادي عشر ستكون موحدة لجميع طلاب الفروع الأكاديمية المختلفة.

## معادلة شهادة التوجيهي الأردنية
تتطلب برامج التعليم الثانوي الأجنبي مثل GCE ،IGCSE ،GCSE ،SATs والبكالوريا الدولية معادلة شهادة التوجيهي، بحيث يمكن للطالب العمل لاحقًا في الأردن أو الانتقال إلى التعليم العالي في الأردن.
بعد التخرج، تقوم وزارة التعليم العالي بتحويل العلامات الخاصة بهذه البرامج التعليمية الأجنبية، إلى نفس العلامات المستخدمة في تصنيف طلاب التوجيهي. ومع ذلك، حتى بعد تحول المعادلة، قد لا يُسمح للخريجين الحاصلين على الشهادات الأجنبية بالتنافس مع خريجي التوجيهي في الأردن على المقاعد الجامعية. بالنسبة للخريجين الحاصلين على الشهادات الأجنبية، هناك نسبة 5% من المقاعد الجامعية المخصصة لهم. ينتهي الأمر بمعظم خريجي البرامج الأجنبية بدفع رسوم دولية للحصول على مكان في الكلية التي يرغبون فيها.
وفيما يتعلق بالنظام المستخدم لتحويل نتائج امتحانات برامج التعليم الأجنبي إلى مقياس التوجيهي، وهي نسبة مئوية من 100، يرى البعض أن النظام عادل وفي الحقيقة أكثر تساهلاً مع خريجي البرامج الأجنبية، بينما يرى آخرون أنه غير عادل.

## وصلات خارجية
- وحدة التنسيق الموحد، موقع يقدم الخدمات الإلكترونية اللازمة لخدمة الطلبة المتقدمين للالتحاق بالجامعات الأردنية الرسمية في المملكة الأردنية الهاشمية.